# NGC 7235
NGC 7235 est un jeune amas ouvert situé dans la constellation de Céphée. NGC 7235 a été découvert par l'astronome germano-britannique William Herschel en 1787 (alors désigné NGC 7234). Ce même amas a été redécouvert par John Herschel le 24 septembre 1829 et il a été inclus dans le catalogue de John Dreyer sous la désignation NGC 7235.
Selon la classification des amas ouverts, NGC 7235 renferme entre 50 et 100 étoiles (la lettre m), dont la concentration est moyenne (II) et dont les magnitudes se répartissent sur un grand intervalle moyen (le chiffre 3),,. Selon le catalogue Lynga, l'amas contient entre 30 étoiles. Cette contradiction entre la classification et le nombre de membres n'est pas rare dans le catalogue Lynga.

## La double désignation NGC 7234 et NGC 7235
Diverses suggestions ont été faites au fil des ans, attribuant un ou plusieurs petits groupes d'étoiles (correspondant à « petites, pauvres ») à NGC 7234, mais la plupart des catalogues modernes l'ont répertoriée comme perdue ou inexistante. Il se trouve que le problème de l'observation de John Herschel a été résolu par Arthur Auwers dans une publication de 1862 sur les observations et les corrections des objets dans les catalogues de Herschel. À la page 197 de cet ouvrage, il répertorie une position corrigée pour (WH) VIII 63 de (1830) 22h 06m 21s 56° 26′ qui précède 22h 12m 22.0s et 57° 16′ 18″ directement sur l'amas enregistré par John Herschel sous le nom de JH 2154. Malheureusement, bien que la publication d'Auwers ait spécifiquement noté l'équivalence des deux observations, le jeune Herschel n'a pas remarqué la correction d'Auwers lors de la compilation de son catalogue général, tout comme Dreyer lors de la compilation de son nouveau catalogue général. Ainsi, même si Auwers a découvert l'équivalence de ce qui est devenu NGC 7234 et NGC 7235 deux ans avant la publication du GC et 26 ans avant la publication du NGC, ce que Herschel a observé est resté essentiellement inconnu pendant plus d'un siècle. La position de NGC 7234 se trouve près et au sud NGC 7235. D'ailleurs, WEBDA écrit au sujet de NGC 7234 « This cluster has so far no data and entry in the databas » et Simbad retourne la phrase suivante « Object of Unknown Nature ». De plus, il n'y a aucune entrée pour NGC 7235 sur le site de «The Sky Live», ce qui montre que la confusion existe encore.

## Observation
Avec une magnitude visuelle de 7,7, on peut observer l'amas avec une paire de jumelles dont l'ouverture est de 40 à 50 mm.

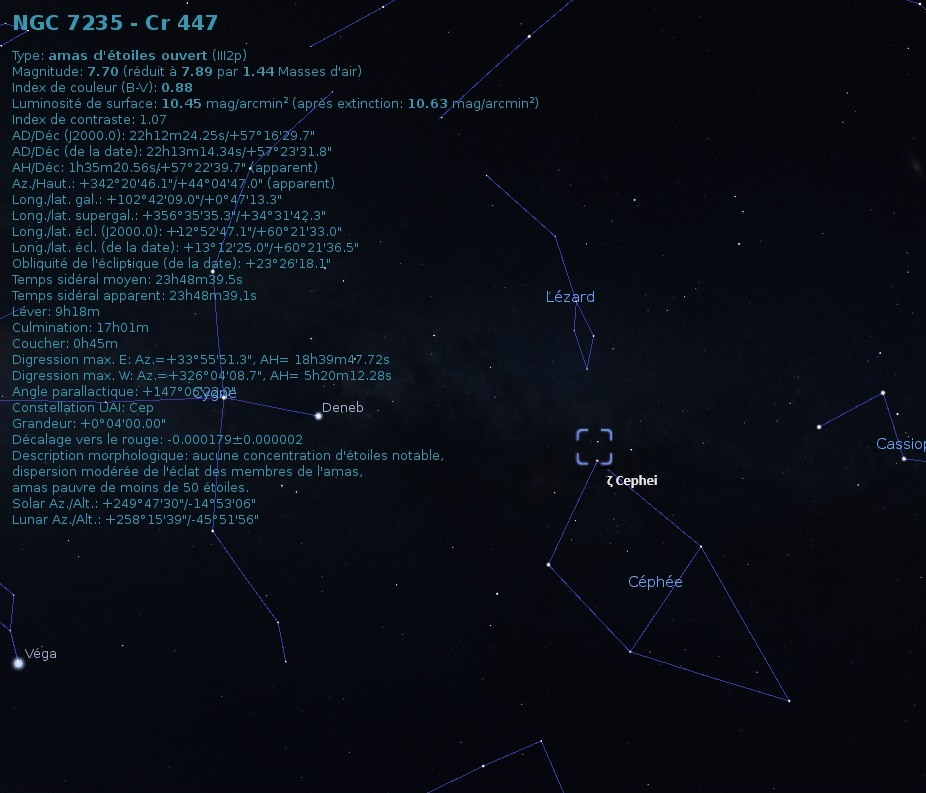
Localisation de NGC 7235 dans la constellation de Céphée. (Stellarium)

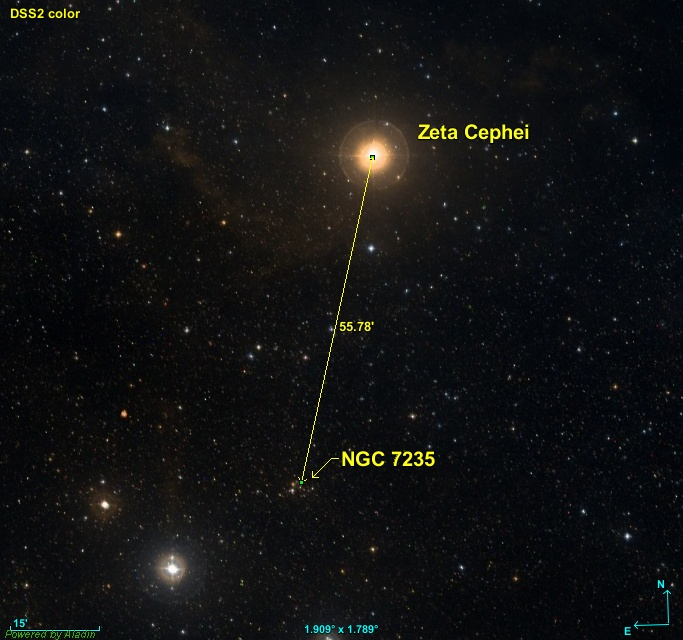
Position de NGC 7235 par rapport à une étoile de Céphée.

NGC 7235 est situé à environ 0,56' au sud-est de l'étoile Zeta Cephei.

## Caractéristiques
Certaines caractéristiques apparaissent sur la base de données Simbad, mais une publication très récente (2023) basée sur les mesures de la parallaxe par le satellite Gaia a permis une mise à jour importante des données. Les données du « GAIA EARLY DATA RELEASE 3 (GAIA EDR3) » ont également permis aux auteurs (Almeida, Monteiro et Dias) de cette publication d'estimer la masse de 773 amas ouverts, dont celle de NGC 7235 qui est de 1635 ± 327 {\displaystyle M_{\odot }}.

### Distance, taille et vitesse
Selon Almeida et ses collègues, cet amas est à 3 112 ± 104 pc (∼10 200 al) du système solaire.
La parallaxe moyenne des étoiles de l'amas a été obtenue des mesures effectuées par le satellite Gaia. Six valeurs différentes publiées dans de récents articles (2018 à 2021) sont indiquées sur la base de données Simbad : 0,262 ± 0,036 mas, 0,269 ± 0,031 mas, 0,259 ± 0,072 mas, 0,259 ± 0,063 mas, 0,259 ± 0,005 mas et 0,259 ± 0,063 mas. La valeur moyenne de la parallaxe et de leur incertitude sont égales à 0,261 2 ± 0,045 0 mas, ce qui correspond à une distance de 3829+797
−563.. Cette distance est compatible quoique un peu supérieure à celle proposée par Almeida et ses collègues.
La taille apparente de l'amas varie selon les sources, mais la plus récente valeur de 8,4' vient des mesures réalisées par le satellite Gaia (Gaia DR2) ce qui, compte tenu de la distance de 3 112 ± 104 pc (∼10 200 al) et grâce à un calcul simple, équivaut à une taille réelle de 24,8 ± 0,8 al.
Cinq vitesses semblables sont aussi indiquées sur la base de données Simbad: −56,64 ± 1,85 km/s, −57,12 ± 0,19 km/s, −53,70 ± 0,49 km/s, −57,12 ± 0,19 km/s et −53,7 ± 0 km/s. La vitesse moyenne et l'écart type de cet échantillon sont de −55,7 ± 1,8 km/s.

### Mouvement propre
Simbad indique huit couples de valeurs pour le mouvement propre de l'amas, dont sept différents, mais très semblables, qui proviennent d'articles publiés entre 2014 et 2021. Ces sept valeurs en ascension droite et en déclinaison sont :
- −3,777 ± 0,012 mas/an et −3,066 ± 0,022 mas/an[21]
- −3,792 ± 0,069 mas/an et −3,089 ± 0,076 mas/an[14]
- −3,718 ± 0,263 mas/an et −3,035 ± 0,173 mas/an[15]
- −3,757 ± 0,136 mas/an et −3,026 ± 0,128 mas/an[16]
- −3,757 ± 0,018 mas/an et −3,026 ± 0,012 mas/an[7]
- −3,757 ± 0,136 mas/an et −3,026 ± 0,128 mas/an[22]
- −3,57 ± 0,56 mas/an et −3,15 ± 0,10 mas/an[23]

Le mouvement propre moyen obtenu de ces sept valeurs en ascension droite et en déclinaison est égal à −3,733 ± 0,186 mas/an et −3,060 ± 0,091 mas/an. La huitième valeur vient d'une article publié en 2017 par Loktin et Popova, soit −0,688 ± 0,265 mas/an et +0,28 ± 0,242 mas/an. Les valeurs proposées par ces deux auteurs sont souvent très différentes des valeurs que l'on retrouve ailleurs.

### Métallicité
Simbad rapporte une seule valeur de la métallicité, soit +0,018. Selon Almeida et ses collègues, la métallicité de l'amas est égale à 0,125 ± 0,038. Selon cette valeur, le pourcentage d'éléments lourds (plus lourd que l'hydrogène et l'hélium) de cet amas serait compris entre 122% et 146% (100,125 ± 0,038) de celui du Soleil.

### Âge
Webda et Lynga indiquent un âge de 11,8 millions d'années (log10=7,072),, ce qui est presque le même âge de 14,1 millions d'années proposé par Almeida.

## Étoiles
On peut accéder aux propriétés des étoiles située dans les environs de NGC 7235 en utilisant sur base de données Simbad la requête de recherche NGC 7235 NUM, où NUM est un nombre allant de 1 à 27. Toutefois, 7 pages ainsi obtenues n'indiquent pas la parallaxe étoiles. Seize étoiles dont le mouvement propre est très semblable sont à des distances comprises entre les valeurs obtenues de la parallaxe moyenne, soit de 3 266 pc à 4 626 pc. Les données du tableau ci-dessous (parallaxe, mouvement propre, etc.) apparaissent sur Simbad et proviennent du « GAIA EARLY DATA RELEASE 3 (GAIA EDR3) » publié en 2020. Les étoiles de ce tableau sont classées par ordre croissant de distance. On remarque que dix étoiles sont très chaudes et très lumineuses, car elles sont de type type B.
| Num # | Nom           | α                | δ                | type   | P (mas)         | d (pc)        | μα* (mas/an) | μδ* (mas/an) | mV     | Rem   |
| ----- | ------------- | ---------------- | ---------------- | ------ | --------------- | ------------- | ------------ | ------------ | ------ | ----- |
| #11   | NGC 7235 11   | 22h 12m 11,5275s | 57° 16′ 11,2054″ |        | 1,3847 ± 0,0118 | 722 ± 6       | 8,247        | 3,610        | 12,86  | Nm    |
| #4    | NGC 7235 12   | 22h 12m 49,6111s | 57° 15′ 04,6577″ | K2V    | 1,0789 ± 0,0134 | 927 ± 12      | -2,897       | 2,047        | 11,39  | Nm    |
| #19   | NGC 7235 19   | 22h 12m 15,4212s | 57° 13′ 42,4435″ |        | 1,0632 ± 0,0124 | 941 ± 11      | 9,378        | -6,676       | 13,92  | Nm    |
| #12   | NGC 7235 12   | 22h 12m 29,2973s | 57° 14′ 41,5659″ |        | 0,6813 ± 0,0097 | 1468 ± 21     | -4,166       | -8,173       | 12,87  | Nm    |
| #10   | NGC 7235 10   | 22h 12m 15,0395s | 57° 16′ 33,6536″ | B2V    | 0,2982 ± 0,0107 | 3353+125 -116 | -3,871       | -3,189       | 12,78  |       |
| #14   | NGC 7235 14   | 22h 12m 25,3502s | 57° 16′ 58,5751″ |        | 0,2957 ± 0,0246 | 3382+307 -260 | -3,678       | -3,221       | 12,95  |       |
| #23   | NGC 7235 23   | 22h 12m 27,9602s | 57° 15′ 04,8323″ |        | 0,2841 ± 0,0157 | 3520+206 -184 | -3,932       | -3,147       | 14,52  |       |
| #2    | LS III +57 28 | 22h 12m 08,7715s | 57° 16′ 19,9809″ | B8Ia   | 0,2797 ± 0,0106 | 3575+141 -131 | -3,778       | -3,116       | 10,7   |       |
| #21   | NGC 5606 21   | 22h 12m 13,9571s | 57° 16′ 05,5322″ |        | 0,279 ± 0,0144  | 3584+195 -176 | -3,849       | -3,058       | 14,20  |       |
| #1    | HD 239886     | 22h 12m 33,5938s | 57° 15′ 57,6041″ | B8Ia   | 0,2673 ± 0,0141 | 3741+208 -187 | -3,812       | -3,112       | 8,87   |       |
| #9    | EM* GGR 50    | 22h 12m 19,6423s | 57° 16′ 05,3867″ | B0-1Ve | 0,2653 ± 0,011  | 3769+163 -150 | -3,294       | -3,141       | 12,20  | Be    |
| #15   | NGC 5606 15   | 22h 12m 32,9984s | 57° 16′ 47,2149″ |        | 0,2603 ± 0,0148 | 3842+232 -207 | -3,871       | -3,224       | 13,06  |       |
| #3    | LS III +57 33 | 22h 12m 37,6442s | 57° 15′ 47,5813″ | B2II   | 0,2602 ± 0,0106 | 3843+163 -150 | -3,952       | -3,233       | 10,6   |       |
| #7    | LS III +57 35 | 22h 13m 05,4813s | 57° 14′ 56,4234″ | B1:V:  | 0,2581 ± 0,0119 | 3874+187 -171 | -3,799       | -3,053       | 11,48  |       |
| #17   | NGC 5606 17   | 22h 12m 16,2685s | 57° 13′ 12,2007″ |        | 0,2416 ± 0,0106 | 4139+190 -174 | -3,636       | -3,016       | 13,37  |       |
| #8    | NGC 5606 8    | 22h 12m 33,9927s | 57° 15′ 28,9847″ | B3:V   | 0,235 ± 0,0109  | 4255+207 -189 | -3,866       | -3,158       | 11,93  | B Cep |
| #6    | LS III +57 31 | 22h 12m 23,6600s | 57° 16′ 25,0549″ | B3:V   | 0,234 ± 0,0133  | 4274+258 -230 | -3,885       | -3,154       | 11,32  |       |
| #13   | NGC 7235 13   | 22h 12m 40,3120s | 57° 16′ 56,0652″ | B1V    | 0,2323 ± 0,0135 | 4305+266 -236 | -3,814       | -3,184       | 12,88  |       |
| #20   | NGC 7235 20   | 22h 12m 13,5876s | 57° 13′ 28,4125″ |        | 0,2283 ± 0,0138 | 4380+282 -250 | -3,724       | -3,008       | 14,15  |       |
| #5    | NGC 7235 5    | 22h 12m 19,5462s | 57° 15′ 08,0599″ | B2III  | 0,2105 ± 0,0133 | 4751+320 -282 | -3,869       | -3,137       | 11,43  |       |
| #16   | NGC 7235 16   | 22h 12m 30,13s   | 57° 16′ 35,9″    |        | ?               | ?             | ?            | ?            | 10,661 | M?    |
| #18   | NGC 7235 18   | 22h 12m 06,0s    | 57° 16′ 54″      |        | ?               | ?             | ?            | ?            | 13,76  | M?    |
| #22   | NGC 7235 22   | 22h 12m 13,0s    | 57° 14′ 54″      |        | ?               | ?             | ?            | ?            | 14,26  | M?    |
| #24   | NGC 7235 24   | 22h 12m 17,040s  | 57° 13′ 27,83″   |        | ?               | ?             | ?            | ?            | 15,21  | M?    |
| #25   | NGC 7235 25   | 22h 12m 11,0s    | 57° 15′ 00″      |        | ?               | ?             | ?            | ?            | 15,35  | M?    |
| #26   | NGC 7235 26   | 22h 12m 32,0s    | 57° 13′ 54″      |        | ?               | ?             | ?            | ?            | 15,46  | M?    |
| #27   | NGC 7235 27   | 22h 12m 30,0s    | 57° 13′ 30″      |        | ?               | ?             | ?            | ?            | 15,72  | M?    |

- Be = Étoile Be
- B Cep = Étoile variable de type Beta Cephei
- M? = Peut-être membre ou pas

Simbad montre aussi un bouton nommé Children. En cliquant sur ce bouton, on atteint une section de cette base de données qui renferme un tableau contenant 460 entrées, dont 247 Children, pour NGC 7235. Cependant, des étoiles (les Children) peuvent apparaître plusieurs fois dans la deuxième colonne du tableau, d'où le nombre de liens bibliographiques qui est supérieure au nombre d'étoiles. La quatrième colonne de ce tableau indique la probabilité que l'étoile appartienne à l'amas. En cliquant sur le titre de cette colonne, on peut classer la probabilité par ordre croissant ou décroissant. En cliquant sur la désignation de l'étoile, on atteint la page de Simbad qui résume ses propriétés.